# 中泉英雄
中泉 英雄（なかいずみ ひでお、1976年12月23日 - ）は、愛媛県四国中央市出身の俳優、映画プロデューサー。現在はアジア圏を中心に活動している。

## 出演

### テレビドラマ
- 火消し屋小町（2004年、NHK）
- 君が想い出になる前に（2004年、フジテレビ）
- ラストクリスマス（2004年、フジテレビ）
- 御宿かわせみ（2005年、NHK）
- おとり捜査官・北見志穂 9（2005年、テレビ朝日）- 松井 役
- 上を向いて歩こう 坂本九物語（2005年、テレビ東京） - 小林勝彦 役
- 仮面ライダーカブト（2006年、テレビ朝日） - 立川大吾 役

### 映画
- 人妻処刑人R Mission1 血塗られた操（2000年）
- PAIN ペイン（2000年） - 敦 役
- TOKYO NOIR（2004年） - 小田 役
- カミュなんて知らない（2005年） - 池田哲哉 役
- 富江 REVENGE（2005年） - 谷村卓也 役
- 悪霊箱 vol.1 悪夢の棲む森（2005年） - 東一 役
- 9/10 ジュウブンノキュウ（2005年） - 速水俊介 役
- LOVEHOTELS ラヴホテルズ（2006年） - ソウ 役
- 新訳：今昔物語（2006年）
- 炬燵猫（2006年） - ベルベット 役
- 実録・連合赤軍 あさま山荘への道程（2007年） - 植垣康博 役
- HEY JAPANESE! Do you believe PEACE,LOVE and UNDERSTANDING? 2008 2008年、イマドキジャパニーズよ。愛と平和と理解を信じるかい?（2008年） - 救急隊員 風間 役
- 南京!南京!（2009年） - 角川正雄 役
- 冷たい熱帯魚（2010年）
- 仮面ライダー×仮面ライダー×仮面ライダー THE MOVIE 超・電王トリロジー EPISODE RED ゼロのスタートウィンクル（2010年） - 菊地宏 役
- 麻雀群狼記ゴロ（2011年）
- 11・25自決の日 三島由紀夫と若者たち（2011年） - 田中健一 役
- はなればなれに（2012年） - 豪 役
- 東京に来たばかり（2012年） - 五十嵐翔一 役
- 黒四角（2012年） - 黒四角 役
- 地獄でなぜ悪い（2013年） - 飯塚信弘 役
- 止殺令/An End to Killing（2013年）日中韓グローバルプロジェクト
- 花蓮 〜かれん〜（2014年）
- 母 小林多喜二の母の物語（2017年）
- エイト・ハンドレッド 戦場の英雄たち（2020年）

### 舞台
- 絶対王様「やわらかい脚立（作・演出　笹木彰人）」

### ゲーム
- SIREN2（三上脩）

### CM
- カルピスウォーター

### 広告
- サンスター「ヘヤークロン」